# Карленко, Василий Павлович
Василий Павлович Карленко (1 ноября 1950, Богуслав — 10 сентября 2023) — украинский советский биатлонист, член сборной СССР в 1969—1978 годах. Кандидат педагогических наук, профессор кафедры лёгкой атлетики, зимних видов и велосипедного спорта Национального университета физического воспитания и спорта Украины. Бывший главный тренер женской сборной Украины по биатлону.

## Биография
Василий Павлович Карленко родился в городе Богуслав, Богуславский район, Киевская область.
В 1973 году окончил Киевский государственный институт физической культуры по специальности физическая культура и спорт. Там же работал в 1978—1990 и 2003—2010 годах.
С 1969 по 1978 год выступал за сборную команду СССР по биатлону. За это время стал многократным победителем и призёром международных соревнований стран-участниц Варшавского договора — «За дружбу и братство» и «Праздник Севера» (1971—1975), Спартакиады народов России с приглашением Союзных Республик (1969), чемпионатов СССР (1974—1977) и УССР (1970—1977) по биатлону, соревнований среди ветеранов по лыжным гонкам. Кандидат в мастера спорта по лыжным гонкам и туризму, мастер спорта СССР по биатлону (1970), мастер спорта международного класса по биатлону (1971, 1974).
Старший тренер (1978—1984), затем — главный тренер женской сборной СССР по биатлону (1984—1988); в 2010—2014 годах также был главным тренером женской сборной Украины по биатлону. Подготовил Н. Белову, Н. Приказчикову.
Почётный член Национального олимпийского комитета Украины, вице-президент Федерации биатлона Украины.
Занимался научными исследованиями в области лыжного спорта, в частности по вопросам техники, методики обучения и тренировки в биатлоне. Соавтор изобретения лазерной винтовки для биатлона (1977).
Скончался 10 сентября 2023 года на 73-м году жизни.